# История на ранното християнство
„История на ранното християнство“ (на френски: Histoire des origines du christianisme) е седемтомна поредица на френския философ Ернест Ренан, издадена през 1863-1883 година.
Продължавайки митичната теория на Давид Щраус, Ренан пише биография на Исус в която отхвърля всякаква свръхестественост, описвайки Иисус Христос като изключителна личност, но все пак човек.
„История на ранното християнство“ включва седем тома с общ индекс:
1. „Животът на Исус“ (1863)
2. „Апостолите“ (1866)
3. „Свети Павел“ (1869)
4. „Антихрист“ (1873)
5. „Евангелията“ (1878)
6. „Християнската църква“ (1879)
7. „Марк Аврелий“ (1883)
8. „Общ индекс“ (1883)